# Dénes Dibusz
Dénes Dibusz, né le 16 novembre 1990 à Pécs, est un footballeur international hongrois, évoluant au poste de gardien de but au Ferencváros TC.

## Biographie

### En club

#### Pécsi Mecsek FC (2002-2014) et prêt au SC Barcsi (2009-2010)
Joueur du Pécsi Mecsek FC depuis 2002, le club de sa ville natale, où il reste jusqu'en 2014.
Durant la saison 2009-2010, il est prêté au Barcsi SC.

#### Ferencváros TC (depuis 2014)
Dénes Dibusz est transféré en 2014 au Ferencváros TC. Il a signé un contrat jusqu'en juin 2023.

### Equipe nationale
En 2014, il fait ses débuts internationaux avec l'équipe nationale hongroise la même année, contre les îles Féroé. Deux ans plus tard, il est convoqué pour disputer l'Euro 2016.
Il est de nouveau convoqué pour participer à l'Euro 2020. 
En mai 2024, il est sélectionné par Marco Rossi pour participer à l'Euro 2024 avec la Hongrie.

## Palmarès
- Ferencváros TC
  - Champion de Hongrie (7) en 2016, 2019, 2020, 2021, 2022, 2023 et 2024
  - Vainqueur de la Coupe de Hongrie (4) en 2015, 2016, 2017 et 2022